# サディスティックパーソナリティ障害
サディスティックパーソナリティ障害（サディスティックパーソナリティしょうがい、英: Sadistic personality disorder ; SPD）は、アメリカ精神医学会による『精神障害の診断と統計マニュアル』第3版改定版（DSM-III-R）の付録にのみ収録される、サディズムに関するパーソナリティ障害の診断のことである。DSMの新しい版であるDSM-IVはこれを含んでおらず、したがってもはや有効な診断カテゴリだとは考えられていない。代わりに「特定不能のパーソナリティ障害」の診断が用いられうる。しかしながら、この障害はいまなお研究目的のために調査されている。サディズムは、他者に対して表出する冷淡で獰猛で操作的で下劣な行動によって特徴付けられる、行動障害である。今日に至るまで、サディズムの正確な原因ははっきり分かってはいない。しかしながら、個別的なサディスティックな人格発達の潜在的原因を説明する多くの理論が存在する。

## サディズムの定義
サディズムは、苦痛や不快をこうむる他者を見ることで快楽を得ることを意味する。相反過程理論では、誇示するだけでなくサディスティックな振る舞いの実行を楽しむことの様態も説明している。サディスティックパーソナリティ障害を持つ人々は再発性の残酷行為と攻撃を示す。サディズムは、感情的残酷さの行使、恐怖の活用を通しての他人に対する意図的な操作、暴力への没頭、をも意味しうる。ある種のサディスティックな人々が痛みや苦しみを他者に与えることで快楽を得るのではあるのだが、サディズムというものは必ずしも肉体的な攻撃や暴力の行使を必要としない。よりしばしば、サディスティックな人々は攻撃的な社会的振る舞いを示し、他者に優越しているという感覚を成就させるために公衆の面前で彼らに恥をかかせるのを楽しむ  。

## 診断基準

### DSM-IV からの除外
多くの理論家や治療者が1987年のDSMに対してサディスティックパーソナリティ障害を提出し、更なるシステマティックな臨床研究や調査を促進するためにDSM-III-Rの中に置かれた。彼らの被害者が自己敗北性パーソナリティ障害としてラベルを付けられているのにもかかわらず、サディスティック人格の特徴を持つ大人たちがラベル付けされていないので、追加するよう提案されたのだ。臨床業務に対してどの診断が承認されるのかまたされないのかをめぐる混乱への多くの懸念があった。SPDは、治療を求める人が多くなくごくわずかの研究しかなかったので、 DSM-IVからは除外された。大体において、SPDは性犯罪者やシリアルキラーのような人々の特定グループの中に見出されるのだが、これが利用価値のある診断であるとは考えられないのだ。テオドール・ミロンのような理論家たちは、SPDに関する更なる研究を生起させたかったのでDSM-IVパーソナリティ障害ワークグループにこれを提案したが、これは拒絶された。これがDSM-IVに含まれなかったことにより、サディズムの次元モデルがSPDよりも適正なものになった可能性があると言われている。『社会的、職業的、その他重要な領域の職務に関する、臨床的に有意な苦悩や障害を原因とした』性的サディズムはいまなおDSM-IVの中にある。

## 他のパーソナリティ障害との並存
サディスティックパーソナリティ障害は、他のパーソナリティ障害と調和した形で現れているのをしばしば発見される。事実、諸研究は、サディスティック障害が他のタイプの精神病理学的障害と最高次の並存性を持つパーソナリティ障害であることを発見している。また一方、サディズムは他の精神病理学的障害を示さない患者の中に見受けられることもある。たびたびサディスティックパーソナリティ障害と平行して起こるパーソナリティ障害は行為障害である。加えて、反社会性パーソナリティ障害と自己愛性パーソナリティ障害がサディスティックパーソナリティ障害と診断された人々の中に時々見受けられる。サディスティックパーソナリティ障害とともに存在することがしばしば見い出される他の障害には、双極性障害、パニック障害、うつ病、境界性パーソナリティ障害、演技性パーソナリティ障害、強迫性障害、自己敗北性パーソナリティ障害、受動的攻撃行動が含まれる。諸研究は、サディスティックパーソナリティ障害と高確率の並存をもつ、アルコール依存症のような、他のタイプの疾病を発見している。
他の障害との高レベルの並存によって、研究者は、サディスティックパーソナリティ障害と他の形式のパーソナリティ障害の区別にある程度の困難性を抱えている 。サディスティックパーソナリティ障害はそれ自体もはやDSMには含まれていないけれど、性的サディズムのような、サディズムを含む他のタイプの障害はいまなおDSMの中に見い出される。

## 家族的傾向/幼児体験とサディスティックパーソナリティ障害
これらの理論の多くは、サディズムが主に個別のしつけに依拠しているという事実を共通して指摘する。生物学的、環境的側面がこの行動障害に寄与すると知られてもいるのだが、遺伝パターンや遺伝子的要因についての証拠はあまり得られていない。
サディスティックパーソナリティ障害は女性よりも男性に多く見い出される。加えて、諸研究ではサディスティック人格タイプの現れには家族パターンがあると示唆している。特に、サディスティックパーソナリティ障害の人々はしばしばある同様の心理タイプの近親者を持つ。
幼少期や性的発達段階早期の好ましくない経験が、サディスティック人格の個別における発展のメジャーな要因のひとつであると信じられている。サディズムやサディスティック人格は個別的な条件付けを通して発展しうるとも観察されてきた。たとえば、性的喜びに伴うある特定の刺激や、幸福に伴う他者の苦痛の、持続的な連結がサディズムやサド・マゾキズムの原因になりうる。

## ミロンのサブタイプ
テオドール・ミロンはサディストの4つのサブタイプを識別した。個別のサディストは誰も以下の中でゼロ、一個あるいは一個以上を顕示する可能性がある。

### 激発型サディスト
このタイプのサディスティック人格は、彼らが人生上において失望や不満を感じることからくる、突発的な暴力性によって知られている。彼らが屈辱や絶望を感じるとき、彼らはコントロールを失い彼らが蒙ったと感じた虐待や非難に対する復讐を求める。これらの暴力的振る舞いは、かんしゃくや、他者(特に家族)への恐怖を与えるような攻撃、そして抑えの利かない怒りを通じてあらわになる。一般に激発型サディストはある種の状況において危機を感じ、急変を伴って他人にショックを与える。激発型サディストは『不機嫌で好戦的な物腰の中で変化』しないので、彼らがいつどのようにカッとなるかを知ることは不可能なのである。解放された攻撃性は常に誰かに向かうのだが、それは主に感情的解放として、また彼らが彼ら自身の内部に抱いている感情を追い出す方法として機能する。

### 暴君型サディスト
サディスティック人格のこの変種は、サブタイプの中でもよりゾッとする残酷なもののひとつである。なぜならこれらのサディストは、他人を脅し残忍に扱う行動を味わうように見えるのである。つまり、彼らの犠牲者を萎縮させ服従させることが特殊な満足の感覚を与えているように見えるのだ。SPDのこのサブタイプはある程度激発型サディストに似ているけれど、暴君型サディストは彼らの行動においてより整然としているのである。これらのサディストは激発型サディストのように感情的利得のためにそのフラストレーションを解放しようとしたりはしないのだが、代わりに彼らは恐怖や脅迫を呼び起こす意図的な活用手段として暴力を用いようとする。それ以外の激発型サディストと暴君型サディストの違いとしては、暴君型サディストは彼らの選んだ人物が攻撃されたときに反撃しようとしないことを非常に注意深く確認して犠牲者を選ぶ。暴君型サディストは一般的に、死に物狂いで世界から隠そうとしている、低い自尊感情と内的不安定性を持っていて、だから彼らは他者を打ちのめすことによって周囲の人々より優越している気になることがありうる。

### 強要型サディスト
このカテゴリのサディストは、軍曹、大学の学部長、刑務所の監視人、警官、また他の権威的な職務に時々見い出しうる 。なぜなら彼らが、ルールや規則や法を破った人々をコントロールし罰を与える人物であるべきと感じるポジションにいるからである。彼らは共通の利益のために行動していると信じているのだけれど、ただそれだけ以上の深い動機を持っている。これらのサディストは一般に、彼らの権威の領分でのルール破りたちを探し出し、その個別のケースに割り当てうるもっとも厳しい罰を行使する。もし強要型サディストが社会から、たとえば警官や刑務所員として雇われたなら、彼らの行動は不公正だと認識されないし、思うがままに他者を支配し犠牲にし破壊する広範囲の自由を彼らは持つ。彼らは公正に行動するだろうが、彼らのパーソナリティは、サディスティックに邪悪な振る舞いを駆り立てる彼らの感情に対する抑えが利かない。これらのサディストが他者を支配し処罰すればするほど、彼らはより満足し力がみなぎる。公正さの自己認識は強化され、エゴは増長する 。強要型サディストが他者を処罰することによって獲得する満足は、自身の振る舞いを止められずまたそれらの状況下での現実認識を失ったような、中毒状態に到達しうる。彼らは日常においてまるきり普通に権力を行使したり振舞うことになるような合法的な権威によって行動しているので、ほとんどのケースにおいて、これが否定的な注意を引くことはない。

### 惰弱型サディスト
この種のサディストは、芯から心細く臆病者のように行動するので、他の三つのタイプの正反対である。彼らは彼らの敵視のファンタジーを投影することで現実の危険を先取りし、話し合いは後回しで敵を未然に防ぐことを希望して先制攻撃をする 。これらのサディストは多くの物事におびえているが、彼らがパニックを経験する場合、彼らは彼らが恐れることを実行することによって彼らの敵に対抗する。惰弱型サディズムは彼らがびくついたりおびえたりしていないということを他者に伝えるために攻撃的な敵対行為を使う。これは彼らに、彼らの内的感情をコントロールし、実際にどのように感じているかの正確な反対を顕示するのを促すことを可能にする。彼らの振る舞いは対抗恐怖として記述しうるが、これは彼らの個人的な恐怖を征服することを可能にするのであり、偽の自信や落ち着きによって公衆に対し注意をそらしたり印象付けることに寄与する。惰弱型サディストは集中攻撃するためのスケープゴートを求めるのであるが、これは彼らの否定したい彼ら自身の中に存在する事柄そのものを攻撃することを可能にする。